# Maria van de Schepop
Maria Clara Caecilia van de Schepop (Soest, 18 mei 1963) is een Nederlandse juriste en rechter.

## Loopbaan
Maria van de Schepop studeerde in 1990 af aan de rechtenfaculteit van de Universiteit Utrecht. In 1991 begon ze haar loopbaan als stafjurist bij de afdeling bestuursrechtspraak van de Raad van State. In de jaren tot 2012 was ze binnen de rechtbank Haarlem achtereenvolgens teamvoorzitter vreemdelingenzaken, belastingzaken en strafrecht met portefeuille locatie Schiphol. Later was Van de Schepop werkzaam als coördinerend rechter-commissaris en teamvoorzitter bij de rechtbank Den Haag. Daarnaast was zij van 2012 tot en met 2015 voorzitter van de Nederlandse Vereniging voor Rechtspraak. Zij was van april 2017 tot oktober 2019 president van de rechtbank Noord-Nederland. Sinds 2021 is Van de Schepop raadsheer bij het Gerechtshof 's-Hertogenbosch